# Séwé Sports de San Pedro
Il Séwé Sports de San Pedro è una società calcistica con sede a San Pédro in Costa d'Avorio.
Milita nella Prima Divisione ivoriana.

## Rosa 2012
| N. |                           | Ruolo | Calciatore                 |
| -- | ------------------------- | ----- | -------------------------- |
| 1  | Costa d'Avorio (bandiera) | P     | Abdoul Karim Ouattara      |
| 2  | Costa d'Avorio (bandiera) | D     | Raoul Thierry Konan        |
| 3  | Costa d'Avorio (bandiera) | D     | Aka Lato Ekanza            |
| 4  | Costa d'Avorio (bandiera) | D     | Marc Goua Mahan            |
| 5  | Costa d'Avorio (bandiera) | D     | Diopy Oumar Traoré         |
| 6  | Costa d'Avorio (bandiera) | D     | Ousmane Adama Ouattara     |
| 7  | Costa d'Avorio (bandiera) | A     | Duhamel Marius Blin        |
| 8  | Costa d'Avorio (bandiera) | C     | Souleymane Dembélé         |
| 10 | Costa d'Avorio (bandiera) | C     | Dieudonné Bohou            |
| 11 | Costa d'Avorio (bandiera) | A     | Adama Abdel-Kader Ouattara |
| 12 | Costa d'Avorio (bandiera) | D     | Soualiho Coulibaly         |
| 13 | Costa d'Avorio (bandiera) | D     | Ange Barési Gloudoueu      |
| 14 | Costa d'Avorio (bandiera) | A     | Kouamé Eugène Koffi        |
| 15 | Costa d'Avorio (bandiera) | A     | Frédéric Pooda             |
| 16 | Costa d'Avorio (bandiera) | P     | Badra Ali Sangaré          |

| N. |                           | Ruolo | Calciatore                        |
| -- | ------------------------- | ----- | --------------------------------- |
| 17 | Costa d'Avorio (bandiera) | A     | Foba Stevens Koffi                |
| 18 | Costa d'Avorio (bandiera) | C     | Jules César Yoboué Kouadio        |
| 19 | Costa d'Avorio (bandiera) | A     | Fabien Zahui                      |
| 20 | Costa d'Avorio (bandiera) | C     | Jules Lakpa                       |
| 21 | Costa d'Avorio (bandiera) | D     | Katalin Comoé                     |
| 22 | Costa d'Avorio (bandiera) | P     | Sylvain Gbohouo                   |
| 23 | Costa d'Avorio (bandiera) | C     | Joël Junior Gouékou               |
| 24 | Costa d'Avorio (bandiera) | A     | Serge Harman Lebri Ouraga         |
| 25 | Costa d'Avorio (bandiera) | D     | Jacques Daligou                   |
| 26 | Costa d'Avorio (bandiera) | A     | Ismaël Béko Fofana                |
| 27 | Costa d'Avorio (bandiera) | C     | Karim Dindane                     |
| 28 | Costa d'Avorio (bandiera) | A     | Romuald Adelphe Koutouan Koutouan |
| 29 | Costa d'Avorio (bandiera) | A     | Hervé Amani Kouakou               |
| 30 | Costa d'Avorio (bandiera) | P     | Ben Moussa Diomandé               |
| 31 | Costa d'Avorio (bandiera) | C     | Syndou Traoré                     |
| 32 | Costa d'Avorio (bandiera) | C     | Abou Bakayoko                     |

## Palmarès

### Competizioni nazionali
- Campionato ivoriano: 3

2012, 2013, 2014
- Coppa Félix Houphouët-Boigny: 4

2005, 2012, 2013, 2014

### Altri piazzamenti
- Campionato ivoriano:

Secondo posto: 2015-2016
Terzo posto: 2009, 2010
- Coppa della Costa d'Avorio:

Finalista: 1999, 2005, 2012, 2014
- Coppa della Confederazione CAF:

Finalista: 2014

## Partecipazioni a competizioni CAF
- CAF Champions League: 2 partecipazioni

2007 - primo turno
2013 - in corso
- CAF Confederation Cup: 4 partecipazioni

2006 - primo turno
2010 - primo turno
2011 - turno preliminare
2012 - turno preliminare